# Orkney-szigetek
Az Orkney-szigetek, vagy egyszerűen csak Orkney (IPA: [ˈɔːknɪ], skót gaelül Arcaibh) egyike Skócia 32 tanácsi területének (council areas). A mintegy 70 kis sziget a skót szárazföldön lévő Caithnesstől 16 kilométerre északra helyezkedik el.

## A szigetek nevei
A szigetek neve gyakran eligazít nagyságukról. Az „a” vagy „ay” az óészaki ’sziget’ jelentésű ey megfelelője, ugyanez bújik meg a „Pomona” névben (ami fősziget egy korábbi neve) és „Hoy” névben is. A szigetecskék neve gyakran „holm”, a szikláké pedig „skerry”.

## Földrajzuk
A szigetek közül 21 lakott; a teljes lakosság 2021-ben 22 400 fő volt, nagyjából annyi, mint 1801-ben volt (22 445 fő). A népességi csúcsot 1861-ben érték el 32 395 fővel, a minimumot 1971-ben 17 070 lakossal. Népességük a 2011-es népszámlálás idején 21 349 fő volt. Egyetlen más sziget lakossága sem éri el az ezer főt.
A fő sziget Mainland (Pomona) lakossága 2021-ben 17 162 fő volt; közülük a 2011-es népszámlálás idején 9293-an éltek a szigetcsoport adminisztratív központjában és egyúttal legnagyobb városában, Kirkwallban. A városnak nagy kikötője, repülőtere és Szent Magnusnak szentelt katedrálisa is van. A szigetek másik burgh státuszú települése Stromness a fő sziget nyugati részén 2000 lakossal. A harmadik legnagyobb település St Margaret's Hope a South Ronaldsay szigeten.
A fő szigettől északra fekvő szigetek neve The North Isles, a délieké The South Isles. A közigazgatásilag ugyancsak Orkney-hoz tartozó Sule Skerry és Sule Stack mintegy 60 kilométerre van a csoporttól nyugatra.

### Természeti viszonyaik
Orkney kiterjedése délnyugatról északkeletre 85 kilométer, keletről nyugatra 45 kilométer. A szigetek összterülete 973 km². A nagy szigetek a sziklás, festői nyugati partok kivételével jobbára laposak, puszták.
A fákat valamikor a neolitikum előtt irthatták ki, az olyan települések, mint Skara Brae kőépületeikkel a faanyag hiányát mutatják. Azért, hogy nem sikerült visszatelepülniük, részben az erős szél lehet felelős.

#### Éghajlatuk
Az éghajlat az északi fekvéshez képest szelíd. Az éves átlaghőmérséklet 8 °C (46 °F), télen 4 °C (39 °F) és nyáron 12 °C (54 °F). A téli hónapok a január, február és a március, a legutóbbi a leghidegebb. A tavasz sohasem kezdődik április előtt és csak június közepétől van kényelmes meleg. A legkellemesebb időjárású hónap gyakran a szeptember. Október végén, november elején időnként a vénasszonyok nyara is beköszönt.
Az éves csapadék (eső) többnyire 850 mm és 940 mm közt változik. Nyáron és kora ősszel előfordulnak ködök. Évente négyszer-ötször heves szélvihar söpör végig a szigeteken.
A turisták számára a szigetek egyik legnagyobb vonzereje az éjszaka nélküli nyár. A leghosszabb napon a nap 3:00-kor kel és 21:25-kor nyugszik, de nyáron ismeretlen a sötétség, és éjfélkor még olvasni lehet. Ennek megfelelően a tél hosszú és depresszív. A legrövidebb napon a nap 9:10-kor kel és 15:17-kor nyugszik.

## Történelmük
A Norvégiától a viking korban is csak kétnapi hajóútra eső szigeteket 800 körül kezdték betelepíteni az óskandinávok. A viszonylag termékeny talajú szigeteket piktek lakták. A Norvégiából érkező telepesek önálló politikai szervezetet, kezdetleges államot hoztak létre, amelynek élén egy skandináv törzsi vezető, jarl állt. A kereszténységet hamar felvették, a hívek elsősorban a pikt őslakók közül kerültek ki. A 840-es években a szigeteknek már saját püspöke volt. A középkori meleg időszak kedvező feltételeket biztosított a mezőgazdasági termeléshez, a szigetek sok húst, sajtot, tojást exportáltak.
A szigeteket vikingek támaszpontnak használták a Brit-szigetek partjaira indított rablóhadjárataikhoz. Ezekből a szigetek törzsi vezetők jelentős kincseket halmoztak fel. Egy 950-ből származó rétegben a régészek 5 kg-nyi ezüsttárgyat találtak. A zsákmány egy részéből újabb fegyvereseket toboroztak, ami növelte a hadjáratok eredményességét.
A jarlok közül a 11. század elején Sigurd Hlodvirsson, népszerű nevén Kövér vagy Vaskos Sigurd volt a legerősebb. Uralma kiterjedt az észak-skóciai Caithnessre, a Hebridákra és Man-szigetre is; II. Malcolm skót király lányát vette feleségül. 1014. április 23-án halt meg a Clontarfnál vívott csatában, amikor Brian Boru ír főkirály szövetségeseként Dublin norvég királyával, Selyemszakállú Sigtryggel (II. Sigtrygg Olafsson) csapott össze. Halála után tengeri birodalma szétesett. A 11. század közepén Malcolm király egyik leszármazottja, Thorfinn lett az Orkney-szigetek ura.
A 11. század végén III. Magnus norvég király foglalta el a szigeteket — valamint a Hebridákat és Man szigetét. Kirkjuvágban (a mai Kirkwall) az angliai durhami székesegyház mintájára építették a 12. században a Szent Magnus-katedrálist. 1468-ban a kalmari unió királya, I. Keresztély III. Jakab skót királyhoz adta feleségül lányát Margitot, és a hozomány részeként a szigetek 1472-ben Skóciához kerültek.
A vikingek jelenlétének sok nyoma maradt a szigeteken, köztük Brough of Birsay település, a helynevek nagy többsége, valamint a rúnakövek Maes Howe-nál és más helyeken.

## Gazdasági élet
Orkney talaja nagyon termékeny. A szigetek jó részét ma is szántóföldek foglalják el, gazdaságuk messze legfontosabb szektora a mezőgazdaság. Ugyancsak fontos a halászat. Orkney marhahúst, sajtot, whiskyt, sört, halat exportál.
A gazdaság hagyományos ágai mellett a szigeteken erősödik a turizmus, az ékszeripar, a kötöttáru-készítés, az építőipar és az olajszállítás a Flotta szigeti olajterminálon. fontos szerepet töltenek be a közszolgáltatások.

## Világörökség
A fő szigeten van a „Neolitikus Orkney Szíve”, a kulturális Világörökség része. Fő építményei egy nagy sírkamra (Maes Howe), két kőkör (Stones of Stenness és Ring of Brodgar) és Skara Brae település.

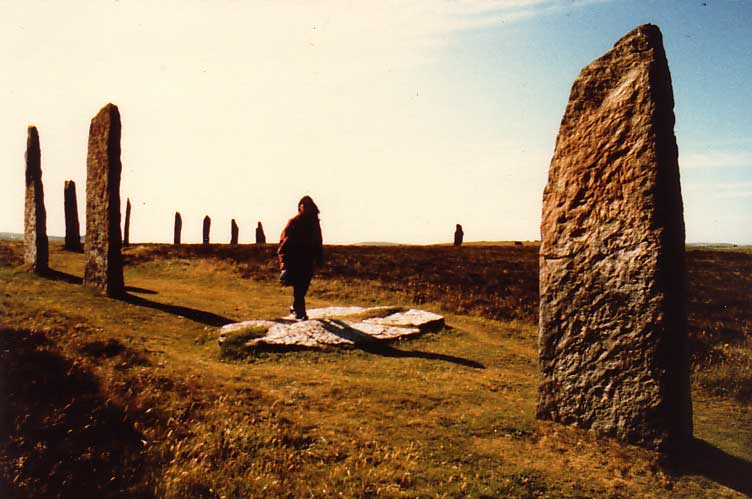
Brodgar-gyűrű
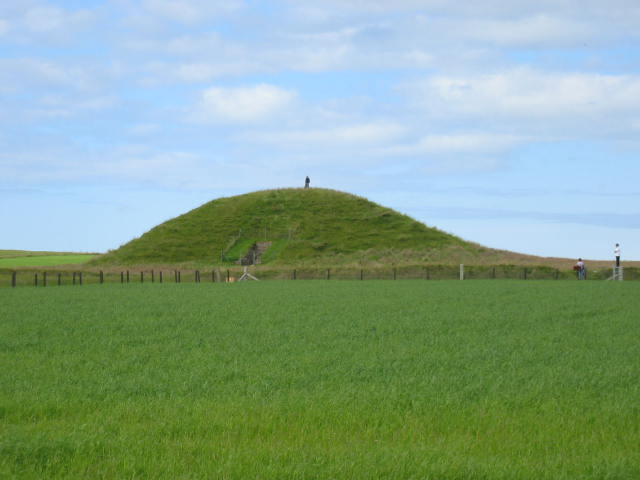
Maes Howe

## Közlekedés
Tervezik, hogy alagúttal kötik össze Mainlandet a skót szárazfölddel. A 15–16 kilométer hosszú alagutat építésének egyelőre nincs határideje.
A 2020-as évek elején az összeköttetés két fő eleme a komp és a repülőgép. Gyakran közlekedő kompok járnak a következő útvonalakon:
- Lerwickből Kirkwallba
- Aberdeenből Kirkwallba
- Scrabsterből Stromnessbe
- John O'Groatsból Burwickbe (South Ronaldsay)
- Gills Bayből St Margaret's Hope-ba

A nagyobb szigetek közül a legtöbbnek saját repülőtere van. A Loganair rendszeres járatokat üzemeltet Kirkwallból hat szigetre. Az 1967-ben megnyitott, nyolc személy szállítására alkalmas Kirkwall–Westray–Papa Westray–Kirkwall  járat fő nevezetessége, hogy Westray és Papa Westray között van a világ legrövidebb, menetrend szerint gépekkel használt repülőútja (2,7 km), amelyen a teljes menetidő (gurulással együtt) általában kevesebb mint két perc.

## Az Orkney-szigetek a népszerű kultúrában
- Az Orkney-szigetek egyikén játszódik Mary Shelley Frankenstein avagy a modern Prométheusz című regényének az a jelenete, amelyben a doktor megtagadja a szörny kérését, hogy teremtsen számára egy párt (mivel elborzad annak gondolatától, hogy utódaik benépesíthetnék a Földet). Tulajdonképpen itt határozza el Frankenstein, hogy megöli visszataszító külsejű teremtményét.[8]
- Az Orkney-szigeteken játszódik Nancy Baxter: Mindörökké Norma című regénye, melyben a lebilincselő történetbe az író részletesen beleszőtte és valósághűen ábrázolja a szigetek minden szegletét, lakosságát, városait, kikötőit, vagyis mindent, amire az ember csak kíváncsi lehet egy ilyen csodálatos szigetcsoporton.[9]